# هانس-گیورگ آشنباخ
هانس-گیورگ آشنباخ (انگلیسی: Hans-Georg Aschenbach؛ زادهٔ ۲۰ اکتبر ۱۹۵۱) اسکی‌باز پرش اهل آلمان بود.